# Alexandre de Beauharnais
Alexandre François Marie de Beauharnais (Fort-Royal, Martinique, 1760. május 28. – Párizs, 1794. július 23.) francia arisztokrata, Beauharnais vikomtja, a francia királyi haderő tisztje, a forradalmi hadsereg tábornoka, majd a forradalmi Nemzetgyűlés elnöke. A jakobinus diktatúra végnapjaiban halálra ítélték és guillotine-nal kivégezték. Özvegye, Joséphine de Beauharnais később Bonaparte Napoléon tábornokhoz ment feleségül, ennek révén 1804-ben a franciák császárnéja lett. Fiát, Eugène de Beauharnais-t Napóleon császár örökbe fogadta, francia herceggé, tábornaggyá és az Itáliai Királyság alkirályává tette.

## Származása, családja
Alexandre de Beauharnais Martinique szigetének fővárosában, Fort-Royalban (ma: Fort-de France) született. Édesapja François (V.) de Beauharnais (1714–1800) vikomt volt, Claude de Beauharnais vikomt (1680–1738) és Renée d'Hardouineau (1696–1744) fia, Ferté-Beauharnais I. márkija, Beauville bárója, Martinique és Guadeloupe királyi főkormányzója. Édesanyja Marie Anne Henriette Françoise Pyvart de Chastillé grófnő (1722–1766) volt, akivel 1751-ben házasodtak össze. Három gyermekük közül ketten érték meg a felnőttkort.
- François de Beauharnais (1752–1753) kisgyermekként meghalt.
- François (VI.) de Beauharnais márki (1756–1823), a nemesség küldötteként részt vett az 1789-es rendi gyűlésen, a francia forradalom kitörése után megpróbálta megszöktetni XVI. Lajos királyt, de a kísérlet szervezőit elfogták, ő maga külföldre menekült. Vezérőrnagyként harcolt a forradalom ellen Louis Joseph de Bourbon-Condé herceg (1736–1818) hadseregében, később felajánlotta szolgálatait Napóleon császárnak, aki nagykövetté nevezte ki, több állomáshelyre is. Kétszer nősült, első feleségétől, Françoise de Beauharnais-től (1757–1822) 1793-ban elvált, majd 1802-ben Louise de Cohausen grófnőt (1775–1822) vette feleségül.
- Alexandre François Marie de Beauharnais vikomt, tábornok (1760–1794).

Anyjának halála után apja három évtizedig egyedül élt, majd 1796-ban Martinique-on feleségül vette Eugenie de Tascher de la Pagerie-t (1739–1803).

### Pályája azancien régimeidején
1775-ben belépett a királyi muskétásokhoz, alhadnagyi rangot ért el a saar-vidéki gyalogezredben (Régiment de Sarre-infanterie). Részt vett az amerikai függetlenségi háborúkban. 1779-ben kapitányi rangot kapott. 1784-ben a champagne-i királyi lovasezredben (Régiment Royal-Champagne cavalerie) szolgált, itt léptették elő őrnaggyá 1788-ban.

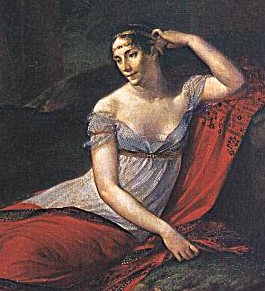
Marie Rose Josèphe Tascher de la Pagerie, Alexandre vikomt felesége

### Házassága, gyermekei, viszonyai
1779. december 13-án a Párizs melletti Noisy-le-Grand-ban feleségül vette Marie Rose Josèphe Tascher de la Pagerie-t (1763–1814), egy kreol szépséget. Eredetileg Joséphine 3 évvel fiatalabb húgát, Catherine-Désirée-t akarta feleségül venni, de ő gümőkórban meghalt, legfiatalabb húguk, Marie Françoise pedig még csak 11 éves volt. A 19 éves vőlegény a 16 éves Joséphine-t túl öregnek tartotta, de némi húzódozás után mégis megkérte a kezét. Házasságukból két gyermekük született:
- Eugène de Beauharnais (1781–1824), aki 1806-ban Napóleon császár utasítására Auguszta Amália hercegnőt, I. Miksa bajor király leányát vette feleségül.
- Hortense de Beauharnais (1783–1837), aki 1802-ben Napóleon fivéréhez, Louis Bonaparte-hoz ment feleségül, az ő fia lett a későbbi III. Napóleon császár.

A házasság nem volt boldog, a házasfél túlságosan is eltérő neveltetést kaptak. Az arisztokrata származású Alexandre vikomt nehezen viselte a gyarmatokon nevelkedett feleségének faragatlan viselkedését és műveletlenségét. Hamarosan más nőknél keresett vigasztalást. 1785-ben közös megegyezéssel eldöntötték, hogy különválnak. 1786-tól már nem éltek együtt, noha viszonyuk baráti maradt. Özvegye, Joséphine rövid időre zárdába vonult, hogy kitanulja a korabeli illemszabályokat és az úri viselkedést.
Alexandre de Beauharnais-nak volt még egy házasságon kívül született leánya is, Marie-Adélaïde, akit Adèle-nek is neveztek (1786–1869). A leány anyja Des Chapelles márkinő volt, aki 1804-ben feleségül ment François-Michel-Auguste Lecomte gyalogsági kapitányhoz, Hugues Alexandre Joseph Meunier tábornok szárnysegédjéhez.
Alexandre hosszú éveken át tartó, alig titkolt viszonyt folytatott Amalie Zephyrine von Salm-Kyrburg hercegnővel (1760–1841), feleségének, Joséphine-nek barátnőjével. Viszonyuk a sírig tartott annak ellenére, hogy a hercegnő 1782-ben feleségül ment Anton Aloys von Hohenzollern-Sigmaringen német herceghez (1762–1831). A forradalom kitörésekor Zephyrine hercegnő a bátyjával, Friedrich herceggel és szeretőjével, Alexandre de Beauharnais-val együtt csatlakozott a forradalomhoz, a jakobinus diktatúrát azonban csak az asszonyok, Zephyrine és Joséphine élték túl.

### Pályája aforradaloméveiben
1789-ben a blois-i választókerületi bizottság (bailliage) Beauharnais őrnagyot a nemesség képviselőjeként delegálta őt a rendi gyűlésbe. Innen átlépett a harmadik rendbe, ennek képviselőjeként ült az Alkotmányozó Nemzetgyűlésben. 1791. június 20–21-én, XVI. Lajos király és Marie Antoinette királyné első szökésének napjaiban Alexandre de Beauharnais foglalta el az elnöki széket.
Az Alkotmányozó Nemzetgyűlés feloszlása után Alexandre de Beauharnais tábornok-segédi (adjudant-général) rangot kapott. Az Északi Hadsereghez (Armée du Nord) osztották be. A soissons-i tábor parancsnoka lett, Adam Philippe Custine tábornok alárendeltségében. 1792. szeptember 7-én főszállásmesterré (maréchal de camp), majd dandártábornokká, és 1793. március 8-án hadosztálytábornokká léptették elő. 1793. május 23-án a Rajnai Hadsereg (Armée du Rhein) vezénylő tábornokává (général en chef) nevezték ki. 1793. június 13-án felajánlották neki a hadügyminiszteri széket, de ő visszautasította a kinevezést.

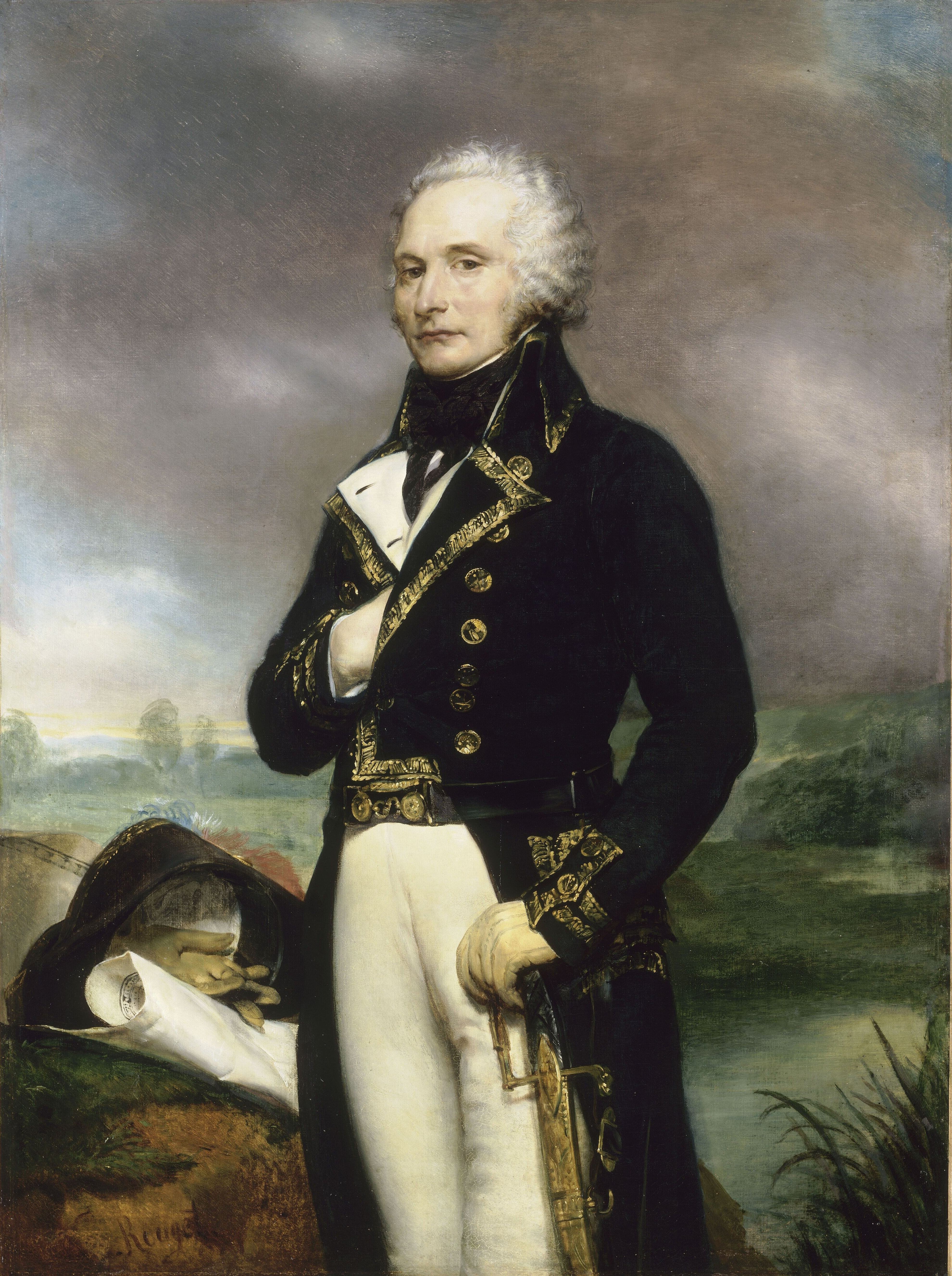
Alexandre François Marie de Beauharnais vikomt.

### Letartóztatása, kivégzése
1793. április 23-án porosz és osztrák csapatok ostrom alá fogták Mainz (francia nevén Mayence) erődjét. A védelmet Kléber, Dubayet és d’Oyré tábornokok szervezték. Július 23-án az erőd elesett, a várost elfoglalták a koalíciós haderők. A Közbiztonsági Bizottság dekrétumban rendelte el a nemesi származású tisztek eltávolítását a forradalmi haderőből. Beauharnais tábornok, a Rajnai Hadsereg vezénylő tábornoka tiltakozásul lemondott tisztségéről, és visszavonult a magánéletbe.
1794 januárjában feleségével, Joséphine-nel együtt letartóztatták. A Forradalmi Törvényszék előtt megvádolták árulással, az ellenséggel való cimborálással és azzal, hogy összeesküvést szervezett a karmeliták monostorából átalakított börtönben (prison des Carmes). A vádak hamisak voltak, ennek ellenére halálra ítélték. Búcsúlevelében gyermekeinek sorsát Joséphine-ra bízta. 1794. július 23-án (thermidor 5-én) Párizsban, a Ledöntött Trón terén („Place du Trône Renversé)”, ma Place de la Nation) nyaktiló alatt kivégezték. Testét a közeli Picpus temetőben megásott két tömegsír egyikébe vetették. A kivégzés már a jakobinus terror végnapjaiban történt. 5 nap múlva, július 28-án a konvent tagjai megbuktatták és a Concorde téren nyaktiló alá küldték Maximilien de Robespierre-t.

### Gyermekeinek későbbi sorsa
Robespierre bukása után Alexandre de Beauharnais özvegye, Joséphine kiszabadult. Több férfi mellett keresett boldogulást, végül 1796-ban feleségül ment Napoléon Bonaparte tábornokhoz, aki hamarosan első konzullá, majd császárrá kiáltatta ki magát. A házasság révén Joséphine a franciák császárnéja lett. Gyermekeinek sorsát is „sínre tette”. Napóleon maga mellé vette és örökbe fogadta Joséphine és Alexandre fiát, Eugène-t, akinek hadvezéri tehetségét felismerte és kamatoztatta is. Eugène-t francia császári herceggé emelte, és kinevezte az Itáliai Királyság francia alkirályává. Eugène húgát, Hortense-t 1802-ben Louis Bonapartéhoz adta feleségül, akit Napóleon Hollandia királyává tett. Az ő fiuk lett a későbbi III. Napóleon császár.
Joséphine-től született gyermekein és unokáin keresztül Alexandre de Beauharnais közvetlen ősapjává vált a mai Belgium, Svédország, Dánia, Görögország, Norvégia, Luxemburg, Liechtenstein és Monaco királyi házainak. Szintén közvetlen leszármazottja a híres svájci divattervező, Egon von Fürstenberg.